# Нігматуллін Артур Едуардович
Артур Едуардович Нігматуллін (рос. Арту́р Эдуа́рдович Нигмату́ллин, нар. 17 травня 1991, Владивосток, Росія) — російський футболіст, воротар клубу «Нижній Новгород».

## Ігрова кар'єра

### Клубна
Артур Нігматуллін народився у місті Владивосток і займатися футболом почав у школі місцевого клубу «Промінь». У віці 12 - ти років він потрапив до футбольної академії столичного ЦСКА. А з 16 - ти років почав залучатися до першої команди клубу. У 2008 році Нігматуллін потрапив до заявки клубу на чемпіонат Росії. Того ж року воротар проходив оглядини у європейських клубах але не захотів залишати Росію.
Але до основи ЦСКА Нігматуллін так і не зумів пробитися і тривалий час виступав в орендах у клубах нижчіх дивізіонів. Перед початком сезону 2012/13 Нігматуллін був відданий в оренду до нижньогородської «Волги». А через рік влітку 2013 року футболіст підписав з клубом повноцінний контракт. І 3 серпня у складі «Волги» Нігматуллін дебютував у Прем'єр-лізі.
Пізніше в кар'єрі воротаря були клуби «Тосно», «Амкар» та тульський «Арсенал». А влітку 2021 року як вільний агент футболіст приєднався до клубу РПЛ «Нижній Новгород». Де одразу зайняв місце основного воротаря.

### Збірна
З 2009 року Артур Нігматуллін провів кілька матчів у складі юнацьких та молодіжної збірної Росії.

## Скандали
В січні 2010 року допінг-проба Нігматулліна виявилась позитивною. Було виявлено заборонений ВАДА фуросемід. Футболіст отримав дискваліфікацію з 22 лютого до 31 грудня 2010 року.